# Hans von Känel
Hans von Känel (* 21. Dezember 1940 in Scharnachtal) ist ein Schweizer Extrembergsteiger.

## Leben
Känel hatte Schreiner gelernt, obschon er mit 14 Jahren wegen einer deformierten Hüfte ein halbes Jahr im Streckbett im Spital gelegen hatte. Am Ende der Schulzeit war er klein und hinkte. Während der folgenden Arbeit auf einem Weingut bei Montreux wuchs er nochmals 30 Zentimeter und war danach schlank und kräftig. Erst mit 19 Jahren hatte er die Lehre zum Schreiner begonnen und begann kurz darauf auch mit dem Bergsteigen. Mit 26 Jahren wollte er sich zum Bergführer ausbilden lassen, wurde aber wegen seiner Dienstuntauglichkeit im Militär nicht zur Prüfung zugelassen. 1968 wurde er an der Hüfte operiert, 1989 erhielt er das erste künstliche Hüftgelenk.
1970 stieg er auf der Lauper-Route durch die Nordostwand des Eigers. Es folgten Winterbesteigungen der Nordwände am Fletsch- und Gspaltenhorn sowie am Eiger 1971–1973.
Am 3. August 1974 stand Känel mit seiner damaligen Lebenspartnerin Hanna Müller auf dem Pik Avicenna im Pamir, stieg mit ihr zusammen ab und gleich wieder hoch zur Rettung von Berggefährten nach einem Wetterumschwung. Känel war dann 1975 auch Teil einer Schweizer Expedition zum Tirich Mir, obschon er kein Bergführer war, was etwas unüblich war. Ebenfalls in Pakistan war das Paar Gerhard und Hannelore Schmatz aus Deutschland, das er schon 1974 am Pik Avicenna getroffen hatte.
Im Jahr 1976 trat Känel seine Arbeitsstelle im Berg- und Trekkinggeschäft Eieslin in Bern an, zu dessen Expedition er 1975 in Pakistan gehört hatte. 35 Jahre, bis 2011, arbeitete er bei Eiselin, zeitweise als Geschäftsführer der Berner Filiale.
Im Jahr 1977 war er Teil einer schwäbischen Expedition an den Lhotse unter der Leitung der Eheleute Schmatz. Es handelte sich bei der erfolgreichen Besteigung am 8. Mai 1977, als Känel zusammen mit Hermann Warth und Sirdar Urkien den Gipfel erreichte, erst um die zweite Besteigung des Lhotse, der nach der Erstbesteigung 21 Jahre lang nicht bestiegen worden war.
Am 10. Mai 1978 bestieg Känel den Makalu, am 1. Oktober 1979 den Everest und am 13. Mai 1980 den Dhaulagiri. Ein Teilnehmer der Expedition 1980 war mit Fritz Luchsinger einer der Erstbesteiger des Lhotse. Am 7. Mai 1981 stand Känel auf dem Manaslu ohne Höhenträger oder Sauerstoff. Vier seiner Achttausender bestieg er zusammen mit Hermann Warth, zuletzt am 17. Juli 1999 den Broad Peak. Auf dem Makalu und dem Mansaslu war er je der erste Schweizer.
1982 erhielt er einen Panathlon-Preis.
Känel lebt in Scharnachtal im Kiental.